# Мезьер (Кальвадос)
Мезье́р (фр. Maizières) — коммуна во Франции, находится в регионе Нижняя Нормандия. Департамент коммуны — Кальвадос. Входит в состав кантона Бретвиль-сюр-Лез. Округ коммуны — Кан.
Код INSEE коммуны — 14394.

## Население
Население коммуны на 2010 год составляло 455 человек.
| 1962 | 1968 | 1975 | 1982 | 1990 | 1999 | 2010 |
| ---- | ---- | ---- | ---- | ---- | ---- | ---- |
| 326  | 298  | 328  | 408  | 437  | 422  | 455  |

## Экономика
В 2010 году среди 303 человек трудоспособного возраста (15—64 лет) 216 были экономически активными, 87 — неактивными (показатель активности — 71,3 %, в 1999 году было 71,1 %). Из 216 активных жителей работали 196 человек (106 мужчин и 90 женщин), безработных было 20 (12 мужчин и 8 женщин). Среди 87 неактивных 19 человек были учениками или студентами, 44 — пенсионерами, 24 были неактивными по другим причинам.